# Metro: Last Light
Metro: Last Light là trò chơi điện tử bắn súng góc nhìn thứ nhất kết hợp sinh tồn. Trò chơi là phiên bản nối tiếp của Metro 2033 có cốt truyện dựa trên cuốn tiểu thuyết của tác giả người Nga Dmitry Glukhovsky. 4A Games tại Ukraina phát triển trò chơi và Deep Silver lo phần phát phát hành. Trò chơi đã ra mắt vào ngày 14 tháng 5 năm 2013 cho hệ điều hành Microsoft Windows, PlayStation 3 và Xbox 360 và sau đó là PlayStation 4, Xbox One cho phiên bản Redux năm 2014.
Trò chơi lấy bối cảnh hậu tận thế sau chiến tranh hạt nhân tại Moskva với những nhóm người sống sót được qua cuộc chiến do trú ẩn ở các đường tàu điện ngầm Metro bên dưới thành phố. Cốt truyện bắt đầu từ một kết thúc của phần trước và cũng là kết thúc của cuốn tiểu thuyết Metro 2033 là Artyom đã gọi pháo kích tên lửa vào nơi các Dark One sống, một năm sau đó anh được thông tin có một Dark One vẫn còn sống sót và nhận lệnh đi tiêu diệt sinh vật này. Tuy nhiên trên đường đi thực hiện nhiệm vụ Artyom đã bắt đầu nhận ra các phe phái trong Metro đã bắt đầu biết đến sự tồn tại của D6 nơi mà anh đang ở và đang chuẩn bị cho cuộc chiến để giành lấy nơi này cũng như được nói rằng chỉ có Dark One còn đang sống kia mới có thể giúp giành chiến thắng và là tương lai của loài người. Người chơi cũng có thể dành thời gian để nghe lỏm các cuộc đối thoại giữa các nhân vật phụ trong các khu vực khác nhau để biết được thế giới trong Metro hoạt động như thế nào cũng như việc này cũng có ảnh hưởng rất lớn đến kết thúc của trò chơi. Trên đường đi người chơi sẽ chống các nhóm người hiếu chiến cũng như vô số quái vật đột biến khác, việc mà đôi khi tài ẩn nấp là lợi thế tốt hơn việc hành động khi mà đạn dược rất hạn chế.
Trò chơi đã nhận được nhiều đánh giá tích cực, Deep Silver không công bố chính xác nhưng nói rằng doanh số của trò chơi tốt hơn phiên bản trước với số lượng bán ra trong tuần đầu nhiều hơn lượng tiêu thụ của Metro 2033 trong ba tháng đầu phát hành.

## Cốt truyện
Metro: Last Light diễn ra một năm sau các sự kiện của Metro 2033, sau khi Artyom đã tiến hành cuộc tấn công bằng tên lửa để chống lại The Dark Ones (điều này vẫn xảy ra bất kể hành động của bạn trong trò chơi đầu tiên). Rangers đã chiếm ngự cơ sở quân sự D6-một căn hầm quân sự khổng lồ thời tiền chiến và vẫn chưa được khám phá đầy đủ. Artyom, bây giờ đã trở thành một lính Ranger chính thức, vẫn còn những phân vân rằng liệu việc tấn công The Dark Ones có phải là quyết định đúng đắn. Bất chấp những nỗ lực của The Rangers, những tin đồn rằng khu căn cứ D6 có thể chứa đủ nguyên vật liệu để duy trì Metro vô thời hạn đã lan rộng xung quanh Metro. Tình hình trở nên căng thẳng khi các phe phái đối thủ như Hồng tuyến (tổ chức Cộng sản) và đảng Phát xít Đệ tứ Đế chế chuẩn bị cho chiến tranh với hy vọng chiếm lĩnh được căn hầm cho mình.
Khan, một nhà thần bí lang thang, đến D6 để thông báo cho Artyom và The Rangers rằng một con Dark One sống sót sau cuộc tấn công tên lửa. Khan tin rằng nó là chìa khóa cho tương lai của nhân loại, và ông muốn liên lạc với nó. Tuy nhiên, đại tá Miller, lãnh đạo của The Rangers, muốn loại bỏ nó như là một mối đe dọa tiềm tàng. Miller gửi Artyom cùng với con gái của ông (và cũng là tính bắn tỉa tốt nhất của The Rangers), Anna, đến bề mặt với nhiệm vụ giết con Dark One còn sót lại.
Artyom thành công trong việc tìm kiếm Dark One, hóa ra nó chỉ là một đứa trẻ, nhưng nhanh chóng bị bắt bởi lính Phát xít. Pavel Morozov, một người lính Hồng tuyến đã giúp Artyom để trốn thoát, và hai người là bạn với nhau sau khi chiến đấu để vượt qua các đường hầm tàu điện ngầm và trên bề mặt bị tàn phá. Tuy nhiên, khi họ tới căn cứ của phe Hồng tuyến, Artyom được tiết lộ rằng Pavel là một sĩ quan cao cấp và mặc dù anh vẫn tôn trọng Artyom, anh buộc phải tiến hành bắt giữ Artyom để tìm hiểu thêm về The Rangers và con Dark One theo lệnh của Korbut - Tư lệnh Hồng quân (ở đây là quân đội của Hồng tuyến).
Artyom trốn thoát và chiến đấu vượt qua lực lượng Hồng tuyến. Tại trạm Red Square, Artyom phát hiện lính Hồng quân đang chế tạo một chiếc tàu boc thép, nhưng chưa biết với mục đích gì. Sau đó Artyom gặp lại Andrew, rồi được mượn 1 chiếc xe ray bọc thép để đến trạm Venice, nơi nhóm Pavel đang thuê bọn cướp địa phương làm một vài chuyện. Trên đường, anh cũng giúp một nhóm tị nạn xử gọn một đám cướp. Khi đến Venice, anh tìm cách tóm cổ Pavel nhưng không thành, Nhờ chỉ dẫn của Simon- một người bạn của Andrew, Artyom tìm đến khu căn cứ nhà thờ, nơi Anna và các Rangers khác chờ anh. Không may là Artyom và nhóm Ranger bị tấn công bởi nhóm của Lesnitsky. Artyom cũng tìm cách đến nơi Anna bị giam - nơi đang bị dính phải một dịch bệnh bí ẩn Trong thực tế, Artyom nhanh chóng tìm hiểu được là do Hồng tuyến đã đưa vào nhà ga virus Ebola được vũ khí hoá mà Letsnitsky lấy được từ kho căn cứ D6. Artyom tìm thấy Anna và cả hai cùng trốn thoát. Thật không may, họ bị phơi nhiễm virus và phải bị cách ly. Với nỗi lo sợ rằng mình sẽ chết, Anna đã quyến rũ Artyom và đã quan hệ tình dục với anh..
Sau kết quả xét nghiệm âm tính với các triệu chứng của virus, Artyom lại gặp Khan. Họ xác định vị trí của con Dark One, và trong một loạt các cảnh hồi tưởng ảo giác, Artyom nhớ lại không chỉ anh đã được cứu bởi Dark One với hình dạng một đứa trẻ: anh và nó đã kết nối thần giao cách cảm, nhằm hình thành một cầu nối giữa chủng loài Dark Ones và chính anh. Artyom sau đó thề sẽ đền bù bằng cách bảo vệ con Dark One và cả hai đi đến Polis, nhà ga trung tâm của Metro, nơi một giải pháp hòa bình giữa Hansa, Hồng tuyến, và Đệ tứ Đế chế đang diễn ra. Artyom đối đầu vối Lesnitsky và Pavel dọc theo tuyến đường Polis (Tùy lựa chọn người chơi có thể giết hoặc tha mạng). Sau khi về đến gần trạm Polis, Dark One có linh cảm rằng có một nhóm Dark One khác đang ngủ đông trong khu căn cứ D6 ở tuyến nối với Exhibition. Sau khi đến Polis, Dark One sử dụng khả năng ngoại cảm của mình để làm cho lãnh đạo phe Hồng tuyến, Chủ tịch Moskvin, công khai thú nhận rằng hội nghị hòa bình chỉ đơn giản là một sự đánh lạc hướng, tạo cơ hội cho Tướng Korbut chiếm giữ D6. Artyom, Miller, Khan, và the Rangers đã hết sức chống lại đội quân của Korbut để bảo vệ khu căn cứ D6, và đã lập kế hoạch phá hủy nó khi họ thất bại. Không may, vũ khí bí mật của Korbut - không gì khác ngoài con tàu bọc thép đã đâm thẳng qua và phá hủy cả sân ga, làm tê liệt hàng phòng thủ của The Rangers.

Có hai sau đó kết thúc có thể, dựa trên Karma người chơi đã kiếm. Trong đoạn kết xấu, Artyom kích hoạt cơ chế tự hủy D6 để ngăn Korbut từ việc sử dụng các thiết bị để quét sạch những tàn tích D6, dẫn đến cái chết của chính mình, các Rangers còn sống sót, lực lượng Hồng quân và Korbut. Sau đó, Anna nói cho con của họ về sự dũng cảm của Artyom. Trong đoạn kết tốt, Artyom chuẩn bị để kích hoạt thiết bị tự hủy, nhưng bị ngăn lại bởi một Dark One, và sau đó các Dark One còn sống được đánh thức tiến hành tân công tâm lý hạ sát Korbut và đội quân vủa ông ta. Artyom sau đó gọi là "ánh sáng cuối cùng của hy vọng" và tin rằng anh và các Rangers đã nhận được sự tha thứ khi các Dark One đã cứu anh ta và Rangers còn sống sót tại D6. Trong cả hai kết thúc, sau các sự kiện của trò chơi, Dark One nhỏ đi cùng các Dark One còn sống sót để tìm nơi an toàn, trong khi hứa hẹn hoặc Anna (bad ending) hoặc Artyom (good ending) rằng họ sẽ trở lại trong tương lai để giúp xây dựng lại thế giới.

## Phát triển
Trò chơi được giới thiệu lần đầu trong hội chợ triển lãm Giải trí điện tử (E3) 2011 và mặc dù Wii U cũng được tính là một trong các hệ mày trò chơi dự tính sử dụng nhưng THQ đã nói rằng trò chơi không phát triển cho hệ này. Phát biểu với NowGamer về khả năng của trò chơi xuất hiện trên hệ Wii U thì trưởng nhóm kỹ thuật của 4A Games là Oles Shishkovtsov đã nói là hệ Wii U "Có CPU chậm khủng khiếp". Đồng nghiệp của ông là Huw Beynon cũng nói là trò chơi sẽ không phát triển cho Wii U vì nó không thể đáp ứng được cấu hình của trò chơi.
4A Games cũng đã khẳng định rằng trò chơi sẽ không có chế độ nối mạng vì nhóm phát triển tập trung vào mục chơi đơn. Và khi THQ phá sản thì quyền phân phối dòng Metro được chuyển sang cho Deep Silver.
Metro: Last Light sử dụng công nghệ làm hiệu ứng ánh sáng trở nên thật hơn và cải thiện các tính năng vật lý tạo ra một chuẩn mới cho đồ họa trên hệ máy tính cá nhân và các hệ chuyên dụng để chơi trò chơi điện tử khác. Cựu chủ tịch THQ, Jason Rubin đã cung cấp chi tiết về điều kiện làm việc cực kỳ khó khăn và yêu cầu mà 4A Games phải đáp ứng trong khi thực hiện trò chơi. Từ ngân sách không không hợp lý, văn phòng làm việc chật chội so với các phòng phát triển lớn hơn tại phương Tây, cho đến đều kiện làm việc lạnh giá do mất điện thường xuyên và hệ thống sưởi bị hỏng, cũng như phải nhập lậu các linh kiện cần thiết để thực hiện trò chơi để tránh việc tự nhiên "bốc hơi" ở hải quan. Rubin đã nói "Nếu bạn quan tâm đến nghệ thuật phát triển trò chơi bạn sẽ phải làm nhiều hơn việc chỉ tập trung vào trò chơi đó", "Cuộc đấu tranh và cuộc hành trình trở thành một phần của câu chuyện. Như trong thể thao, bạn thấy hân hoan khi kẻ yếu đến từ phía sau và giành chiến thắng với một tỷ lệ không thể tin nổi".
Trò chơi được phát triển như phiên bản ngoại truyện của loạt tiểu thuyết Metro chứ không phải chuyển thể trực tiếp từ tiểu thuyết vì cốt truyện của Artyom đã hết trong cuốn Metro 2033, dù không cùng lấy bối cảnh với cuốn Metro 2034 và có cốt truyện xoay quanh nhân vật hoàn toàn khác dù vậy một số sự kiện diễn ra trong cuốn tiểu thuyết cũng được nhắc đến trong trò chơi. Dmitry Glukhovsky đang có kế hoạch thực hiện phiên bản tiểu thuyết của Metro: Last Light có tựa Metro 2035 sau khi chơi thử, được biết là tác phẩm sẽ chi tiết và nhiều tình tiết hơn trò chơi cùng với việc Artyom sẽ trở lại làm nhân vật chính. Tác giả nói khi mình viết cốt truyện cho Metro: Last Light thì ý tưởng bắt đầu vượt ra khỏi khả năng mà trò chơi có thể thực hiện nên đã quyết định thực hiện một cuốn sách mới.
Hầu hết các bản nhạc trong trò chơi được soạn bởi Alexey Omelchuk và Deep Silver lo việc thực hiện. Không giống như hầu hết các bản nhạc của Metro 2033, hầu hết các bản nhạc trong trò chơi đều có tên. Album chứa các bản nhạc dùng trong trò chơi đã phát hành vào ngày 03 tháng 9 năm 2013.

## Phát hành
Metro: Last Light đã phát hành vào ngày 14 tháng 5 năm cho hệ điều hành Microsoft Windows và các PlayStation 3 hệ máy Xbox 360 và sau đó là OS X, Linux và PlayStation 4. Phiên bản đặc biệt giới hạn của trò chơi được giao cho những người đặt hàng trước. Phiên bản này có một số loại súng độc đáo và chế độ "Ranger Mode" - chế độ khó nhất của trò chơi, trong chế độ này người chơi sẽ không thấy các chi tiết thông tin vũ khí trên màn hình cũng như dấu nhắm (HUD) và số lượng đạn dược có thể mang theo cũng ít hơn nhiều. Chế độ Ranger Mode sau đó được phát hành dưới dạng phiên bản mở rộng tải về trả phí cho các bản thường.
Phiên bản mở rộng tải về thứ hai là Faction Pack phát hành vào ngày 16 tháng 7 năm 2013. Phiên bản này thêm vào một số màn chơi đơn với việc cho phép người chơi vào vai các nhân vật đang luyện tập khác như Lính bắn tỉa Red Line, lính hạng nặng Fourth Reich và Polis Ranger cùng các loại vũ khí độc đáo không tìm thấy trong phần chơi chính.
Các phiên bản mở rộng tải về khác cũng bắt đầu phát hành trong khoảng 60 ngày sau khi Faction Pack ra mắt. Bản Tower Pack giao cho người chơi các nhiệm vụ thử thách và số điểm đạt được sẽ đăng trên bảng trực tuyến để so sánh. Bản Developer Pack cho người chơi thêm các trường bắn khác nhau, thêm bảo tàng trong trò chơi và một nhiệm vụ chơi đơn mới là The Spiders' Nest. Bản mở rộng Chronicles Pack thì cho phép người chơi vào vai các nhân vật phụ trong cốt truyện chính là Khan, Pavel và Anna để biết chi tiết thêm về cốt truyện và thông tin của Metro.
Phiên bản tập hợp tất cả các bản mở rộng có tên Metro: Last Light Season Pass phát hành vào ngày 22 tháng 5 năm 2013. Phiên bản này có một loại súng mới là Abzats một loại súng shotgun tự động hạng nặng. Sau đó có thêm một phiên bản mở rộng tải về thêm khẩu RPK được phát hành.

## Đón nhận
Metro: Last Light nhận được nhều đánh giá tích cực với phần đồ họa và cốt truyện nhưng vì lấy nối tiếp cốt truyện tuyến tính nên nó cũng nhận một số phê bình về phần này. Trò chơi được đề cử cho danh hiệu trò chơi bắn súng hay nhất tại lễ trao giải Spike's 2013 VGX.
Jeff Marchiafava tại Game Informer đã đánh giá trò chơi là 8.75/10 với nhận xét là trí thông minh nhân tạo được cải thiện rất nhiều cũng như "Hệ thống điều khiển chặt chẽ, cải thiện thiết kế âm thanh cho kho vũ khí, khiến cho phần bắn súng của trò chơi ngang với các trò chơi bắn súng hạng AAA.". Ông khen việc nâng cấp hệ thống ẩn nấp và bầu không khí đầy màu sắc là những phần mạnh nhất của trò chơi với nhận xét "Metro: Last Light không những đã khắc phục hầu hết các lỗi trong phần trước mà còn tăng những điểm mạnh của mình.". Nhưng ông lại thấy phần chiến đấu với quái vật lại không cuốn hút lắm. Marchiafava cũng than phiền về một số phần như lồng tiếng cũng như chuyển động của các nhân vật.
Kevin VanOrd tại GameSpot đã đánh giá trò chơi là 9/10 với nhận xét "Trò chơi đặc biệt vượt trội so với người tiền nhiệm của mình khi kết hợp giữa việc kể chuyện, bắn súng và ẩn nấp theo một cách đáng chú ý và gắn kết. Thông qua sự hài hòa của thiết kế trò chơi đã thể hiện sự tương phản khủng khiếp của thế giới mà tại đó chỉ cần có một tia sáng là đã có thể mang lại niềm hy vọng không ngừng.". Famitsu đã đánh giá trò chơi là 35/40 với thang điểm là 9/9/9/8. Colin Moriarty đánh giá trò chơi là 7.2 cho hệ chuyên dụng để chơi trò chơi điện tử và 7.7 cho hệ máy tính cá nhân.
Trang mạng chuyên về trò chơi điện tử tại Ba Lan là Gry-Online đã đánh giá trò chơi là 9/10 với nhận xét "Metro: Last Light" không chỉ là một trò chơi bắn súng hạng AAA dành cho những người chơi thuần túy. Sức mạnh của nó còn nằm ở công nghệ và đầy các tình huống cần quyết định một cách trưởng thành, tàn bạo và tàn nhẫn.". Cốt truyện, cách chơi, khả năng ẩn nấp, bầu không khí, trình bày, môi trường và các yếu tố nghe nhìn đã được khen ngợi bởi nhà phê bình Krystian Smoszna còn một số trục trặc nhỏ của trò chơi như trí thông minh nhân tạo được xem như các lỗi chính của trò chơi.